# Остоя (благороднически герб)
Остоя (на полски: Ostoja или Hostoja) е полски благороднически герб, който вероятно произхожда от сарматска тамга с оглед на факта, че кралската сарматска династия е използвала Драконов щандарт. 
След разпада на Римската империя, през Средновековието гербът е използван от благородническия род Остоя в Малополша, а по-късно и в Куявия, Мазовия и Великополша. Гербът също така бил използван и от няколко побратимени благороднически родове, които са се сражавали в обща военна формация, използвалайки общ боен вик – „Хостоя“ (на полски: Hostoja) или „Остоя“ (на полски: Ostoja) и драконовия щандарт като техен общ герб, заформяйки по този начин рицарска общност и гербовен род (множество родове, обединени под общ герб). 
Най-ранното историческо свидетелство за герба е печат от 1358 г. на църковен викарий от Познан. Гербът е упоменат и изобразен също така в множество гербовници от периода 1350–1450 г. Други исторически сведения са различни печати, църковни архиви и съдебни досиета от XIV век.
Гербът е претърпял значителна еволюция на образа си от Средновековието до наши дни поради грешки и незнание на авторите на гербовниците. Така например, нашлемникът, изобразяващ драконова глава, бълваща огън, е заменен с щраусови пера.
Гербът се среща най-вече сред фамилиите, заселени в земите на войводствата Краковско, Сандомежко, Люблинско, Ленчишко, Шерадзко и Познанско, а също така и в Киевска Рус и Кралство Прусия.

## Описание на герба
Прецизното описание на даден герб с утвърдени хералдически термини се нарича „блазон“. В течение на времето, гербът и съответно неговият блазон са се изменяли.

### Блазон на първоначалната версия

#### Според исторически източници
Ян Длугош (1415-1480 г.) блазонира (описва) и изобразява герба Остоя по следния начин:
| „ | Ostoya, duas lunas defectuosas ceruleas, dorsis contra se tendentes, cruce eciam cerulea illas intersecante, in campo rubeo defert Genus Polonicum loquax et arrogans. | “ |
| Ян Длугош, Insignia Seu Clenodia Regis Et Regni Poloniae [=„Регалии и скъпоценности на краля и Полското кралство“] | |   |

Преведено от латински на български език гласи:
| „ | Остоя – два лазурни полумесецa, обърнати с гръб един към друг, с пресичащ ги лазурен кръст, върху червено поле, носи този полски род, разговорлив и арогантен. | “ |
| Ян Длугош, Insignia Seu Clenodia Regis Et Regni Poloniae [=„Регалии и скъпоценности на краля и Полското кралство“] | |   |

Каспер Несецки, позовавайки се на историческите трудове на Марчин Белски, Бартош Папроцки и Шимон Околски, описва герба:
| „                                                  | Трябва да има две непълни жълти луни, обърнати с гръб една към друга, всяка от тях обърната с единия връх нагоре, с другия надолу, между тях забучен бял меч, ръкохватката нагоре, върхът надолу, в червено поле, на шлема пет щраусови пера. | “ |
| Каспер Несецки, Herbarz Polski [=„Полски гербове“] | |   |

#### Според съвременни източници
Гербът в средновековния си вид се различава значително от вида, разпространен в по-късни времена. Следното описание е от историка Йозеф Шимански:, отнасяйки се до изображението на герба в „Гелдренския гербовник“:
| „ | Върху щит в червено поле, между два златни полумесеца, допиращи се един до друг в средата, стои островръх кръст патé. В нашлемник между два златни полумесеца е изобразена глава на дракон с черна шия, издишваща червен огън. Наметката на герба е чернa, със златна обшивка. | “ |
| Йозеф Шимански, Herbarz średniowiecznego rycerstwa polskiego [=„Гербове на полското средновековно рицарство“] | |   |

### Блазон на съвременната версия
В герба, популяризиран от XVI век нататък, нашлемникът е променен, а кръстът между полумесеците е заменен с меч, сочещ надолу. Върху коронован нашлемник има пет щраусови пера. Следната реконструкция на външния вид е от Йозеф Шимански:
| „ | Върху щит в червено поле, между два златни полумесеца, допиращи се един до друг в средата, стои меч със сребърно острие и златен ефес. В нашлемник има пет щраусови пера. Наметката на герба е чернa, със златна обшивка. | “ |
| Йозеф Шимански, Herbarz rycerstwa polskiego z XVI wieku [=„Гербове на полското рицарство от 16 век“] | |   |

## Произход

### Най-ранни сведения
Върху стената на романската църква „Св. Николай“ от XIV век в село Висoцице (Меховски окръг, Полша) е изсечен знак от няколко щрихи, който е прототип на емблазона на герба Остоя. Това е най-старото известно изображение на този герб и датира от около 1350 г.
Известни са следните средновековни печати, носещи герба Остоя: 
- печат от 1358 г. на Чцибор (на полски: Czcibor) – църковен декан (викарий) на Познан;[6]
- печат от 1370 г. на Якуш Блоцишевски (на полски: Jakusz z Błociszewa) – войвода на Лвов;[16][17][18]
- печат от 1381 г. на Добеслав Кошицки (на полски: Dobiesław z Koszyc) – подсудек (помощник-съдия) в областния съд на Краков;[19]
- печат от 1402 г. на Шчибор от Сцибожица (на полски: Ścibor ze Ściborzyc) – унгарски благородник от полски произход, член на клана Остоя и Драконовия орден, войвода на Трансилвания;[20]
- печат от 1456 г. на Ян Кошицки (на полски: Jan z Koszyc) – съдия в областния съд на Краков;[19]
- печат от 1466 г. на Шчибор Челмски Понецки (на полски: Ścibor Chełmski Poniecki) – положен върху Торунския мирен договор. Понецки е бил главен кралски наместник (на полски: Starosta generalny) във Великополша през 1457-1460 г., съдия в Познан през 1465 г., подкомор (съдия по поземлено-имуществени спорове) в Познан през 1454 г., кралски наместник на Малборкския окръг между 1458 и 1459 г. и дипломат, довел до сключването на Втория Торунския мирен договор през 1466 г.[21]

- Печат на Якуш Блоцишевски от 1370 г.
- Печат на Добеслав Кошицки от 1381 г.
- Печат на Шчибор от Сцибожица като воевода на Трансилвания, 1402 г.
- Картина от ок. 1650 г. – копие на друга картина от ок. 1430 г., изобразяваща ясно герба Остоя, използван тук от Шчибор от Сцибожица (на полски: Ścibor ze Ściborzyc). Картината съдържа и латински текст, възхваляващ Шчибор за неговото милосърдие и щедрост, застъпващ се за бедните.
- Печат на Ян Кошицки от 1456 г.
- Печат на Шчибор Челмски Понецки (на полски: Ścibor Chełmski Poniecki) с герб „Остоя“, положен върху Втория Торунския мирен договор през 1466 г.

Най-старият съдебен протокол, отнасящ се до герба Остоя (на полски: Ostoya), датира от 1388 г. Най-старото упоменаване на сродното име Мошчиц (на полски: Mościc) е от 1402 г. В документ от 1420 г. отново се споменава гербоносител на Остоя. В документ от 1540 г. гербът е наречен Остойчиk (на полски: Ostojczyk).
Гербът Остоя е блазониран и изобразен в книгата „Регалии и скъпоценности на краля и Полското кралство“ на полския историк Ян Длугош от 1450 г.

### Еволюция на герба
Първоначално гербът е съдържал кръст вместо меч, а нашлемникът – глава на дракон с дълга шия между две луни, вместо щраусови пера. Тези елементи са се променили значително в хода на историята. Единствените константни величини са останали цветът на полето и наличието на луни.
Гербът Остоя е записан в следните средновековни гербовници:
- „Гелдренски гербовник“[7][24] (1370-1395 г.) – упоменат под надпис „hers tibor“, онасяйки се до Шчибор от Сцибожица (на полски: Ścibor ze Ściborzyc).[25]
- „Беленвилски гербовник“[26] (1370-1390 г.) – упоменат под надпис „h scibort“, онасяйки се до Шчибор от Сцибожица (на полски: Ścibor ze Ściborzyc).[25]
- „Гербовник Линцених“[8] (1400-1450 г.) – упоменат под надпис „hankalin“, вероятно във връзка с Ханек Хелмски (на полски: Hanek z Chełmu) - кастелан на Хелм през 1432 г.,[25][27] както и под надпис „camstle“, вероятно във връзка с някой кастелан по него време от Клана Остоя,[28] като, например, Николай Шарлейски от Сцибоже (на полски: Mikołaj Szarlejski ze Ściborza) – кастелан на Иновроцлав от 1438 г. и войвода на Бжешчкокуявското войводство между 1453 и 1457 г.
- „Бергсхамарски гербовник“[29] (1440 г.) – упоменат под надпис „hankalin“, вероятно във връзка с Ханек Хелмски (на полски: Hanek z Chełmu) - кастелан на Хелм през 1432 г.,[25][27] както и под надписа „„hers tibor“, онасяйки се до Шчибор от Сцибожица (на полски: Ścibor ze Ściborzyc).[25]
- „Голям гербовник на рицарите от Ордена на Златното руно“ [30] (1401-1500 г.) – упоменат под надпис „moszezyez“, отнасяйки се до Мошчиц от Мале Счиборзе и Хоцен (на полски: Mościc z Małego Ściborza) – кастелан на Шурани и Плавецкия замък (на руски език)(днешна Словакия), владетел на десетина малки селища.[25]
- „Регалии и скъпоценности на краля и Полското кралство“[11] (1450 г.) – упоменаване под надписа Остоя с блазон и изображение.
- „Хроника на Констанцкия събор“[31] (1483 г.) – упоменат под надпис „graff stieborn von stieborn herr am wag“, отнасяйки се до Шчибор от Сцибожица (на полски: Ścibor ze Ściborzyc)[32][33] в качеството му на граф на Сцибожица и господар на поречието на река Вага (например на град Тренчин),[34] както и под надписа „Scieber graff zu Sciebortz von plontzg und waiden in Sibenbürden“, отнасяйки се също до Шчибор от Сцибожица, но в качеството му на граф на Трансилвания.[35][36]

- Герб Остоя във вида му от 1370-1395 г. „Гелдренски гербовник“  (ред 3, колона 2)
- Герб Остоя в „Беленвилски гербовник“ от 1370-1390 г. (ред 5, колона 2)
- Герб Остоя в „Гербовник Линцених“ от XV век (ред 3, колона 3)
- Герб Остоя в „Гербовник Линцених“ от XV век (ред 4, колона 1)
- Герб Остоя в „Бергсхамарски гербовник“ от 1440 г. (ред 3, колона 3)
- Герб Остоя в „Бергсхамарски гербовник“ от 1440 г. (ред 1, колона 4) с нашлемник – драконова глава между две луни, бълваща огън
- Герб Остоя в „Голям гербовник на рицарите от Ордена на Златното руно“ от XV век (ред 5, колона 3)
- герб Остоя в „Регалии и скъпоценности на краля и Полското кралство“ от ок. 1470 г.
- Герб Остоя в „Хроника на Констанцкия събор“ от 1483 г. (ред 2, колона 1)
- Герб Остоя в „Хроника на Констанцкия събор“ от 1483 г. (ред 1, колона 2)

Във всички тия източници, гербът е изобразен с две луни на червено поле, обърнати една срещу друга и докосващи гърбовете си в средата. Във всички тях луните са златни на цвят, с изключение на гербовника на Ордена на Златното руно, в който те са нарисувани сребърни. Кръстът в повечето гореизброени гербовници е златен, с изключение на втората версия на „Бергсхамарски гербовник“, където е черен, и на гербовника на Ордена на Златното руно, в който той е сребърен на цвят.

В средновековната версия на герба между луните е изобразен островръх кръст патé, както е показано в почти всички гореизоброени гербовници, с изключение на „Гербовник Линцених“, в който кръстът е изобразен като латински кръст. В църквата „Св. Николай“ от XV век в град Бжежини е запазен каменен готически кръщелен купел, върху който три пъти е отсечен герба Остоя (също с латински кръст) и две дати – 1495 г. и 1508 г., както може да се види тук. За разлика от това, на друга кръщелна купел от 1492 г. в църквата „Успение на Пресвета Богородица и Свети Станислав“ в град Бодзентин, гербът е изобразен като гръцки кръст. Пак с латниски кръст е изобразен гербът върху надгробната плоча на Балтазар Бзовски (на полски: Baltazar Bzowski; зам.-управител на Яворов; носител на герба Остоя), датираща от 1574 г., в катедралата „Успение Богородично“ в Лвов. Без да се уточнява, какъв точно кръст се съдържа в герба Остоя, кръстът е упоменат в църковни досиета като Acta iudiciorum ecclesiasticorum dioecesum Gneznensis et Poznaniensis от 1441 г.
- Кръщелна купел от 1492 г. в църквата „Успение на Пресвета Богородица и Свети Станислав“ в град Бодзентин
- Надгробната плоча на Балтазар Бзовски, датираща от 1574 г., в катедралата „Успение Богородично“ в Лвов.

Единствените средновековни изображения на герба с цветни наметки (в „Голям гербовник на рицарите от Ордена на Златното руно“ и „Бергсхамарски гербовник“) ги изобразяват доста необичайно – като черни, подплатени със златиста подплата.
Информация за средновековния нашлемник на герба предоставя Гелдренският гербовник – драконска глава с черна шия, разположена между две луни, бълваща огън. Изображението на нашлемника върху печата на Шчибор Челмски Понецки от 1466 г. е доста неясно, което кара Йозеф Шимански да чете животното като змия; на средновековния гербовник обаче ясно се вижда, че е дракон, бълващ огън.
През XVI век настъпва гореспоменатата промяна във външния вид на герба. Тя е резултат от небрежността на гравьорите от XVI век, които, без да познават по-ранните източници и правилата на хералдиката, са заменили островърхия кръст патé с меч. Подобно поведение е преобразило и няколко други герба, като например, гербовете Белина и Чевоя. Очевидно през XVI век не е бил известен и правилният нашлемник на герба, тъй като той е бил заменен с щраусови пера. Това е била често срещана практика, когато гравьорите не са знаели какъв нашлемник да поставят на герба, поради което в много полски гербове в нашлемника са изобразени три или пет щраусови пера.
Вината за замяната на кръста с меч е главно на полския историк и хералдик Бартош Папроцки – автор на „Гербове на полското рицарство“ и „Гнездо на добродетелта“ –, както и на Марчин Белски – автор на „Полска хроника“. Въпреки че Папроцки все още изобразява кръст върху рисунката на герба, в описанието той пише за меч. Същото важи и за други източници от XVI век, в които островръхият кръст патé е нарисуван така, че постепенно започва да прилича на меч – с все по-дълго и по-остро долно рамо, а останалите рамена наподобяват раменете на латински кръст.

Както замяната на кръста с меч, така и замяната на драконовата глава с пет щраусови пера като нашлемник на герба е популяризирана чрез трудовете на Папроцки и Белски. Нито един източник от XVI век нататък вече не изобразява Остоя с истинския нашлемник – по-късните автори след Папроцки и Белски копират техните трудове без да проверят достоверността им.
- Герб Остоя в „Гнездо на добродетелта“ от Бартош Папроцки, 1578 г.
- Герб Остоя в „Гербове на полското рицарство“ от Марчин Белски, 1858 г.

През XVII век, въпреки че емблазоните на герба (рисунки) все още не изобразяват еднозначно меч вместо кръст, то в блазоните на герба (словесни описания) иде реч вече единствено и само именно за меч. Такъв е случаят в труда на Ян Александер Горчин от 1630 г., труда на Алберт Виюк-Коялович от 1658 г. (тук гербовите фигури са стилизирани като знаци от щрихи), труда на Симон Околски от 1641-43 г. и труда на Вацлав Потоцки от 1696 г. Във всички тези публикации, с изключение на една, нашлемникът на герба е нарисуван или описан като пет щраусови пера; изключение прави труда на Околски, където перата са три.
- Герб Остоя – емблазон от Горчин, 1630 г.
- Герб Остоя – емблазон от Виюк-Коялович,1658 г.
- Герб Остоя – емблазон от Околски, 1641-43 г.
- Герб Остоя – емблазон от Вацлав Потоцки, 1696 г.

Първото изображение на герба от XVIII век, дело на францисканския монах, дърворезбар и чертожник Антони Свах, датира от 1705 г. и представлява съчетание от произведенията на Белски, Околски и Ян Лев Хербулт, показвайки облика на герба, познат от предходния век. В описанието отново се повтарят кръстът с дълго долно рамо и мечът. Не се споменава обаче за нашлемника и цветовете. На свой ред, в най-важното изображение на герба от XVIII век, което е дело на Несецки от 1738 г., определено вече е показан меч. Така през XVIII век настъпва моментът на окончателното отстъпване на кръста в полза на меча.
- Герб Остоя –  емблазон от Свах, 1705 г.
- Герб Остоя –  емблазон от Несецки, 1740 г.
- Герб Остоя –  емблазон базиран на Несецки, ново издание от Ян Бобрович, 1841 г.

В книгата „Руска хералдика“ от XIX век (1854 г.) на историка и първи руски хералдик – Александр Лакиер – се повтаря концепцията от XVI век, като се показва рисунка с кръст патé с дълъго и остро долно рамо, но в описанието се уточнява, че това не е кръст, а „меч, чиято дръжка има вид на кръст“. В книгата „Гербовник на древното благородничество според полските хералдици с допълнение към днешното време“ от ок. 1860 г. на полския издател Ян Казимир Вилчински гербът Остоя е представен в още по милитаризиран вид.
- Герб Остоя –  емблазон от Лакиер, 1855 г.
- Герб Остоя –  емблазон от Вилчински, ок. 1860 г.

В края на XIX и началото на XX век (1897-1906 г.) е написан и издаден в няколко тома един от най-важните полски гербовници, а именно „Книга за гербовете на полските родове“ от Юлиуш Карол Островски. Този автор приема за изначална оная версия на герба, каято е описана от Несецки през 1841 г., въпреки че цитира и редица по-ранни форми, като им дава последователни римски номера.
- Герб Остоя I –  емблазон от Островски, 1901 г.
- Герб Остоя II –  емблазон от Островски, 1901 г.
- Герб Остоя III –  емблазон от Островски, 1901 г.
- Герб Остоя IV –  емблазон от Островски, 1901 г.
- Герб Остоя V –  емблазон от Островски, 1901 г.
- Герб Остоя VI –  емблазон от Островски, 1901 г.
- Герб Остоя VII –  емблазон от Островски, 1901 г.
- Герб Остоя VIII –  емблазон от Островски, 1901 г.
- Герб Пруска Остоя –  емблазон от Островски, 1901 г.

Други автори от XX век като пруският офицер, хералдик и публицист Емилиан Шелига-Жерницки (на немски език) (в труд от 1904 г.), Збигнев Лешчиц (в труд от 1908 г.) и полският художник и хералдик Теодор Хржански (на полски език) (в труд от 1909 г.) повтаря рисунката на основния герб Остоя I, изготвена от Островски.
- Герб Остоя –  емблазон от Шелига-Жерницки, 1904 г.
- Герб Остоя –  емблазон от Хржански, 1908 г.
- Герб Остоя –  емблазон от Лешчиц, 1909 г.

Съвременните изследвания от XI век, като например „Полски гербовник: от Средновековието до ХХ век“ на полския художник и редактор Тадеуш Гайл и „Благороднически гербове“ на полския журналист и хералдик Алфред Знамеровски, с оглед на разминаванията в историческите сведения, не заемат обща позиция относно облика на герба. Тадеуш Гайл просто публикува рисунки на две версии на герба Остоя. Алфред Знамеровски пък, от друга страна, публикува оригиналното изображение на герба и само споменава, че има и по-нова версия.
- Герб Остоя 0 – средновековна версия –  емблазон от Гайл, 2010 г.
- Герб Остоя – съвременна версия –  емблазон от Гайл, 2010 г.

### Етимология
Етимологията на името Остоя (на полски: Ostoja или Hostoja) според полския професор по история Йозеф Шимански се отнася вероятно до личното име на някоя историческа личност. Шимански посочва обаче и алтернативната хипотеза на друг полски професор-историк – Владислав Семкович –, според която името е някаква ключова дума със символичен смисъл. Според Шимански, името Мошчич, което се използва като синоним за Остоя, има същата етимология.
Според „Речник на полския език“, издаден през 1861 г. във Вилнюс от полския книгоиздател Маурици Оргелбранд, първоначалното значение на думата „Остоя“ е по-старо от името на благородническия герб и описва: пристан, временен подслон, убежище, подпорен зид (или в преносен смисъл: опора, подкрепа, упование). Следователно е възможно бойният вик на герба да произлиза от това първоначално значение на думата; т. е., възможно е бойни знамена с герба да са се носили при сражения, призовавайки Бог за опора, подкрепа, пристан и сигурно убежище. По сходен начин, бойните девизи на Римската, Византийската, Руската и Германската имеперия са били именно „Бог с нас“ (на латински: Nobiscum deus; на немски: Gott mit uns; на руски: Съ нами Богъ!), а националният девиз на САЩ и до днес е „На Бог се уповаваме“ (на английски: In God We Trust).

## Легенда за герба
Каспер Несецки и Емилиан Шелига-Жерницки публикуват легенда за произхода на герба Остоя, свързваща възникването му с храбрия и умен полковник Остоя. Тази легенда, за разлика от повечето подобни легенди, не обяснява точно произхода на герба:
| „ | Под управлението на полския крал Болеслав Храбри (1058-1078 г.), когато неприятели от Бохемия нахлули в пределите на полските земи, срещу тях бил изпратен един полковник на име Остоя, оглавяващ малка войска. Остоя пленил един противник с цел да се сдобие с информация относно приближаващия враг, след което тихо и незабелязано през нощта се промъкнал до вражеския лагер и на никой не му се разминало или със сабя да е посечен, или с вериги да е пленен. Един от пленените имал полски прадеди, които били доведени в Бохемия като пленници, и в страданията си потърсил милост от полковник Остоя и се заклел, че ще му помогне да постигне още по-голяма победа в замяна за свободата си. Остоя го дарил със свобода, след което пленникът отишъл в лагера на врага, където без да споменава за собственото си поражение, убедил хетмана да изпрати подкрепление на първата войска, в чийто авангард той самия се бил бил. Остоя бил предизвестен относно местоположението на новата вражеска войска, обградил я през нощта, така че нито един да не се измъкне от меча му, и след като се съюзил с други прапоршчици, още същата нощ нанесъл удар по вражеския лагер. Почти всички паднали под меча му, а малкото, които избягали в близката гора, за да спасят живота си, били убити от войници, изпратени да ги търсят. За това си дело, Остоя е награден от краля с този герб, в който пречупеният меч вероятно е трябвало да символизира поражението на врага, а луните – че врагът е бил победен в две поредни нощи. Остоя, чието име носи герба, бил дарен и с имоти, и дори робът, който му помогнал за тази победа, бил дарен със свободата си и същия герб. | “ |

Тази легенда вероятно е възникнала през втората половина на XVI век. Тя не е била известна нито на Ян Длугош, нито на Марчин Белски. Първият, който записва тази легенда, е Бартош Папроцки, включвайки я в своите произведения „Кралската градина“ и „Гнездо на добродетелта“. В своето най-полулярно произведение обаче, озаглавено „Гербове на полското рицарство“, в което Папроцки се позовава на Длугош, легендата не присъства.

## Гербоносители

### Списък според Тадеуш Гайл
По-долу изнесеният списък на фамилиите-носители на герба Остоя се основава на достоверни източници, особено на класически и съвременни гербовници. Въпреки това е важно да се отбележи, че в Полско-литовската държава е нямало държавна хералдическа институция, която да води регистър на благородническите семейства и техните гербове, ами те са се основавали на обичайното право, поради което, след поделбите на Жечпосполита между Кралство Прусия, Руската империя и Хабсбургската монархия, полското благородничество е трябвало да се легитимира и внедри в аристократичните системи на новите държави. Процесът на легитимация означавало, че пред институциите на съответната държава, в чиито предели е попаднал даден благородник и неговото поземлено владение, той е трябвал да предостави доказателства (документи или показания на свидетели) за своето благородническо потекло, за да може да запази благородническия си статус и привилегии. Изискванията към доказателствата са са били доста високи и е малко вероятно, някое лице неправомерно да се е сдобило с благородническа титла. Въпреки това, това не е съвсем изключено. Понякога, по недоразумение, даден герб е бил приписвсан на неправилното семейство, което се дължи на различните хералдически традиции (различното значение на елементите на даден герб), на осиновявания (приемане на герб на осиновителите) или на получаването на чуждестранни благороднически титли и гербове. Веднъж допуснати грешки са били преписвани и затвърждавани в следващи публикувани гербовници.
Съвпадението на фамилното име на едно лице с името на някое благородническо семейство не означава непременно, че това лице принадлежи към това благородническо семейство; това може да е чиста случайност. Принадлежността към благородническото съсловие може да бъде установена по безспорен начин единствено чрез генеалогични изследвания.
Пълният списък на гербоносителите днес не може да бъде реконструиран напълно, като една от главните причини за това е унищожаването и загубата на много досиета и документи по време на Втората световна война (например по време на Варшавското въстание през 1944 г. са изгорени над 90 % от фондовете на държавния Главен архив на исторически документи(на англ.) във Варшава, където се съхраняват повечето старополски документи. Списъкът на фамилните имена в статията е взет от книгата „Полски гербовник: от Средновековието до ХХ век“ на Тадеуш Гайл (770 фамилни имена, носещи герба Остоя), чиято база данни е достъпна и онлайн. Наличието на дадено фамилно име в списъка не означава непременно, че неговият носител е от благородническо потекло и носи герба Остоя. Често едни и същи фамилни имена са се ползвали от много различни семейства, представляващи всички съсловия на бившата Полско-литовска държава, т. е. селяни, буржоа и благородници (наричани в Полша шляхта). Това обаче е най-пълният списък на гербоносителите до момента и авторът продължава да го допълва в по-късни издания. Тадеуш Гайл изброява следните имена, които имат право да използват герба Остоя (на полски език с транслитерация на български език):
| „                                                  | Alkiewicz (Алкивич), Ancyperowicz (Анциперович), Ancyporowicz (Анципоровичи), Ancypowicz (Анципович). Baduski (Бадуски), Balicki (Балицки), Baliński (Балински), Banczelski (Банчелски), Bankowski (Банковски), Bańcowski (Банцовски), Bańkowski (Банковски), Barankiewicz (Баранкевич), Baranowski (Барановски), Baratyński (Баратински), Bardecki (Баредцки), Bardowski (Бардовски), Bartkowski (Бартковски), Bartoszewski (Бартошевски), Bączalski (Бончалски), Bądkowski (Бондковски), Bątkowski (Бонтковски), Benczelski (Бенчелски), Bendzieski (Бенджески), Beonowski (Беоновски), Bernatowicz (Бернатович), Bębnowski (Бембновски), Bęczelski (Бенчелски), Będuski (Бендуски), Będzisławski (Бенджиславски), Bętkowski (Бентковски), Biel (Бел), Bielski (Белски), Bieńkowski (Бенковски), Biestrzecki (Бестжецки), Biestrzykowski (Бестшиковски), Blinowski (Блиновски), Błaszkowski (Блашковски), Błociszewski (Блочишевски), Błogienkowski (Блогенковски), Błyszczanowicz (Блишчанович), Bocian (Бочан), Bocianka (Бочанка), Bociarski (Бочарски), Bogusławski (Богуславски), Boguszewicz (Богусевич), Boguszewski (Богушевски), Bohatyrewicz (Бохатиревич), Bohatyrowicz (Бохатирович), Bohussowski (Бохусовски), Bohuszewicz (Бохушевич), Bohuszowski (Бохушовски), Boraczewski (Борачевски), Boratyński (Боратински), Borodzic (Бороджиц), Borodzicz (Бороджич), Borowieski (Боровески), Bratkowski (Братковски), Brodowicz (Бродович), Brodowski (Бродовски), Brokowski (Броковски), Broniowski (Брониовски), Brzozowski (Бржозовски), Bukowski (Буковски), Burdynowski (Бурдиновски), Buszowski (Бушовски), Butniewicz (Бутневич), Bydkowski (Бидковски), Byjel (Бийел), Bytkowski (Битковски), Bzowski (Бзовски). Chałmowski (Халмовски), Chechelski (Хехелски), Cheliński (Хелински), Chełmowski (Хелмовски), Chełmski (Хелмски), Chiziński (Хижински), Chluski (Хлюски), Chłuski (Хлуски), Chocieński (Хоченски), Chocimowski (Хочимовски), Chodelski (Ходелски), Chodkowski (Ходковски), Chodorkowski (Ходорковски), Chodorowski (Ходоровски), Chołmowski (Холмовски), Chorostowicki (Хоростовицки), Chotkowicz (Хоткович), Chotkowski (Хотковски), Chrostecki (Хростецки), Chrostowski (Хростовски), Chrościcki (Хрошчицки), Chrościel (Хрошчел), Chruściel (Хрушчел), Chrystowski (Христовски), Chrząstowski (Хржостовски), Chrzelowski (Хржеловски), Chudzicki (Худжицки), Chudziński (Худжински), Chudzyński (Худжински), Chyziński (Хижински), Chyzyński (Хизински), Chyżewski (Хижевски), Chyżyński (Хижински), Ciapiński (Чяпински), Ciechański (Чехански), Ciesielski (Чесйелски), Cieszęcki (Чешенцки), Cieśliński (Чешлински), Czapiewski (Чапевски), Czapiński (Чапински), Czechowicz (Чехович), Czeczot (Чечот), Czeczott (Чечот), Czernichowski (Черниховски), Czernik (Черник), Czernikowski (Черниковски). Damowski (Дамовски), Danielewicz (Данйелевич), Danieliwicz (Данйеливич), Danielski (Даниелски), Danilewicz (Данилевич), Danilewski (Данилевски), Daniłowicz (Данилович), Dargiewicz (Даргивич), Darowski (Даровски), Delpes (Делпес), Dembowski (Дембовски), Dmosicki (Дмосицки), Dmoszyński (Дмошински), Dmościcki (Дмошчицки), Dobaniowski (Добаньовски), Dobielewski (Добилевски), Dobromirski (Добромирски), Dobrowolski (Доброволски), Domaracki (Домарацки), Domaradzki (Домарадзки), Domontow (Домонтов), Domosicki (Домошицки), Dramont (Драмонт), Dreling (Дрелинг), Dubaniewski (Дубаневски), Dubejkowski (Дубейковски), Dubielewski (Дубелевски), Dubkowski (Дубковски), Dublański (Дублански), Dubleński (Дубленски), Dublewski (Дублевски), Duczman (Душам), Dudkowski (Дудковски), Dulowski (Дуловски), Dulski (Дулски), Duniłowicz (Дунилович), Duszakiewicz (Душакивич), Duszewski (Душевски), Dutkowski (Дутковски), Dworaninowicz (Дворанинович), Dworecki (Дворецки), Dworzecki (Дворжецки), Dworzycki (Дворжицки), Dyszakiewicz (Дишакевич), Dzieczyński (Джечински), Dzięczyński (Дженчински), Dziwlewski (Дживлевски), Dziwłowski (Дживловски). Elsenau (Елзенау), Elżanowski (Елжановски), Etejko (Етейко). Finkowski (Финковски). Gajdowski (Гайдовски), Gajewicz (Гайевич), Gajewnicki (Гайевницки), Gajewski (Гайевски), Gajowski (Гайовски), Gawkowski (Гавковски), Gawłowski (Гавловски), Gawryłkiewicz (Гаврилкевич), Gerzykowski (Гержиковски), Glewski (Глевски), Glębocki (Глембоцки), Glindzicz (Глинджич), Glokman (Глокман), Głazowski (Глазовски), Głębocki (Глембоцки), Głogiński (Глогински), Głowacki (Гловацки), Głowczewski, Główczewski (Гловчевски), Gniady (Гняди), Gnidaszewski (Гнидашевски), Godziszewski (Годжишевски), Gołembiowski (Голембиовски), Gotejko (Готейко), Górkowski (Гурковски), Grabowski (Грабовски), Grad (Град), Gralewski (Гралевски), Grądzki (Грондски), Grebnicki (Гребницки), Grodziski (Гроджиски), Grolewski (Гролевски), Gromadzki (Громадзки), Gudziłowicz (Гуджилович). Hajewski (Хаевски), Halczyński (Халчински), Hełczyński (Хелчински), Heymzot (Хеймзот), Hodylski (Ходилски), Hrebnicki (Хребницки), Hryniewiecki (Хриневецки), Hubnicki (Хубницки), Hubniński (Хубнински), Hulanicki (Хуланицки), Hurowski (Хуровски). Ibiański (Ибянски), Ilikowski (Иликовски), Ilkowski (Илковски), Iłgutowicz (Илгутович), Iłowicki (Иловицки), Iłowiecki (Иловецки), Imram (Имрам), Irzykowski (Иржиковски), Iwaczkowski (Ивачковски), Iwański (Ивански). Jackowski (Яковски), Jaczkowski (Ячковски), Jajkowski (Яйковски), Jakliński (Яклински), Jakowicki (Яковицки), Janikowski (Яниковски), Janiszewski (Янишевски), Janoszewski (Яношевски), Jański (Янски), Jarosławicz (Ярославич), Jaworski (Яворски), Jerzykowski (Ержиковски), Jetwidowicz (Етвидович), Jeżowski (Ежовски), Jotejko (Йотейко), Joteyko (Йотейко), Juckiewicz (Юцкевич). Kaczanowski (Качановски), Kaliński (Калински), Kałaur (Калаур), Kałłaur (Калаур), Kałuwur (Калувур), Kamieński (Каменски), Karabczewski (Карабчевски), Karabczyjowski (Карабчийовски), Karapczewski (Карапчевски), Kargowski (Карговски), Karlenicz (Карленич), Karlewicz (Карлевич), Karlewski (Карлевски), Karliński (Карлински), Karłowicz (Карлович), Kasiulewicz (Касиулевич), Kaweczyński (Кавечински), Kawęczyński (Кавенчински), Kawieczyński (Кавечински), Kątkowski (Контковски), Kempski (Кемпски), Kędrzyński (Кенджински), Kępski (Кемпски), Kiedrowski (Кедровски), Kiedrzyński (Кедржински), Kielcz (Келч), Kielowski (Келовски), Klonowski (Клоновски), Kłębowski (Клембовски), Kłopotek (Клопотек), Kobylski (Кобилски), Koczanowski (Качановски), Koczubej (Кочубей), Kołodziejski (Колоджейски), Komor (Комор), Komorowski (Коморовски), Konczycki (Кончицки), Kondracki (Кондрацки), Kondradzki (Кондрадзки), Konradzki (Конрадзки), Kontkowski (Контиковски), Kończycki (Кончицки), Korabczejewski (Корабчейевски), Korabczejowski (Корабчейовски), Korabczewski (Корабчевски), Korabczowski (Корабчовски), Korabczyjowski (Корабчьовски), Korociński (Корочински), Koryda (Корида), Kostkowski (Костковски), Kościulewicz (Кошчюлевич), Kośniewski (Кошневски), Kotkowski (Котковски), Kotnowski (Котновски), Kowalkowski (Ковалковски), Kowalski (Ковалски), Kozak (Козак), Kozłowiecki (Козловецки), Kozłowski (Козловски), Koźmiński (Кожмински), Koźniewski (Козневски), Kożniewski (Козневски), Kraus (Краус), Krauss (Краус), Krecz (Креч), Krecza (Креча), Kreczetowicz (Кречетович), Krempski (Кремпски), Kreuz (Кройц), Kreza (Креза), Krępski (Кремпски), Krochowski (Кроховски), Krópczewski (Крупчевски), Krópski (Крупски), Krzelczycki (Кшелчицки), Krzelewski (Кшелевски), Krzelężycki (Кшеленжицки), Krzelowski (Кшеловски), Krzesz (Кшеш), Krzyczkowski (Кшичковски), Krzykowski (Кшиковски), Krzylczycki (Кшилчицки), Krzywicki (Кшивицки), Krzywiec (Кшивец), Krzywoszyński (Кшивошински), Krzyżewicz (Кшижевич), Krzyżuk (Кшижук), Książnicki (Ксьонжницки), Kublicki (Кублицки), Kulżyński (Кулжински), Kumanowski (Кумановски), Kurcz (Курч), Kurosz (Курош), Kuryłowicz (Курилович). Lachowicki (Ляховицки), Lachowiecki (Ляховецки), Laski (Ляски), Laskowiecki (Лясковецки), Laskowski (Лясковски), Latkowski (Латковски), Lenski (Ленски), Leński (Ленски), Leski (Лески), Lewonowicz (Левонович), Lewożski (Левожски), Lniski (Лниски), Lubiatowski (Лубятовски), Lubichowski (Любиховски), Lubicki (Любицки), Lubochański (Любохански), Lubochiński (Любохински), Lubochoński (Любохонски), Lubochowski (Любоховски), Lutomierski (Лютомерски), Lutomirski (Лютомирски). Łatkowski (Латковски), Łeński (Ленски), Łęcki (Ленцки), Łędzki (Лендзки), Łęski (Ленски), Łopuszański (Лопушански), Łowiecki (Ловецки), Łunin (Лунин), Łyszkiewicz (Лишкевич). Maciański (Мачянски), Maczenka (Маченка), Maleczkowski (Малечковски), Mamchocki (Мамчоцки), Marchocki (Марчоцки), Marchowicki (Марчовицки), Marchowski (Марчовски), Marcinkiewicz (Марчинкевич), Markiewicz (Маркевич), Markowicz (Маркович), Marylski (Марилски), Masz (Маш), Mazalski (Мазалски), Mądrzejewski (Монджейевски), Mądrzewski (Монджевски), Metelski (Метелски), Miczycki (Мичицки), Miecznikowski (Мечниковски), Miedzwiecki (Медзвецки), Miedzwiedzki (Медзвйедзки), Miedźwiecki (Меджвецки), Miedźwiedzki (Меджведзки), Mierzewski (Мерзевски), Mierzwiński (Мерзвински), Mietelski (Метелски), Miklaszewicz (Миклашевич), Miklaszewski (Миклашевски), Mikłaszewicz (Миклашевич), Mikłaszewski (Миклашевски), Mikołajewicz (Миколайевич), Mikorski (Микорски), Mikutowicz (Микутович), Mioduszewski (Миодушевски), Mirzewski (Мирзевски), Mizerski (Мизерски), Młodyjeski (Млодийески), Młodylski (Млодилски), Modliszewski (Модлишевски), Modrzejewski (Моджейевски), Modrzejowski (Моджейовски), Modrzewski (Моджевски), Mokierski (Мокерски), Mokrzecki (Мокжецки), Mokrzycki (Мокжицки), Mondrzejewski (Монджейевски), Morawski (Моравски), Morecki (Морецки), Mosalski (Мосалски), Mossalski (Мосалски), Mostkowski (Мостковски), Moszczycki (Мошчицки), Mościc (Мошчиц), Mościcki (Мошчицки), Mościsz (Мошчиш), Mroczek (Мрочек), Mrożek (Мрожек), Mydłowski (Мидловски), Myszkiewicz (Мишкевич). Nagorczewski (Нагорчевски), Nagorski (Нагорски), Nagorzyński (Нагорински), Nagórczewski (Нагурчевски), Nagórka (Нагурка), Nagórko (Нагурко), Nagrodzki (Нагродзки), Nahorski (Нахорски), Nas (Нас), Nasierowski (Насеровски), Nass (Нас), Niedźwiecki (Неджвецки), Niedźwiedzki (Неджведзки), Niegoszewski (Негошевски), Niegoszowski (Негошовски), Niekora (Некора), Nieradzki (Нерадзки), Nieroda (Нерода), Nierodzki (Неродзки), Nos (Нос), Nowogrodzki (Новогродзки), Nowohoński (Новохонски), Nyka (Ника), Nyko (Нико). Obakiewicz (Обакевич), Obrębski (Обрембски), Ochman (Охман), Ochocki (Охоцки), Odyniec (Одинец), Olewiński (Олевински), Oliwiński (Оливински), Ordyłowski (Ордиловски), Ordyniec (Ординец), Ordyński (Ордински), Ordziński (Орджински), Orliński (Орлински), Osiczkowski (Осишковски), Osieczkowski (Осешковски), Ostaniewicz (Останевич), Ostanowko (Остановко), Ostarzewski (Остарзевски), Ostaszewski (Осташевски), Ostaszko (Осташко), Ostoja (Остоя), Ostojski (Остойски), Owsianko (Овсянко), Owsiany (Овсяни), Owsiejewski (Овсейевски), Owsijewski (Овсийевски), Oziembłowski (Ожембловски), Oziębłowski (Ожембловски). Pakarliński (Пакарлински), Paklerski (Паклерски), Palczyński (Палчински), Palecki (Палецки), Pałecki (Палецки), Pałęcki (Паленцки), Pankiewicz (Панкевич), Paszczenko (Пашченко), Paszkiewicz (Пашкевич), Pęgowski (Пенговски), Pękosławski (Пенкославски), Pękowski (Пенковски), Pętkowski (Пентковски), Piaskowski (Пясковски), Piaszczyński (Пяшчински), Piat (Пят), Pierszyński (Першински), Pietraszkiewicz (Петрашкевич), Pietrzkiewicz (Петшкевич), Pietrzykiewicz (Петшикевич), Pilarski (Пиларски), Pilawski (Пилавски), Piławski (Пилавски), Plaskota-Chroślicki (Пласкота-Хрошлицки), Płatonowicz (Платонович), Podborski (Подборски), Podgorski (Подгорски), Podgórski (Подгурски), Podskarbski (Подскарбски), Podskoczym (Подскочим), Podwysocki (Подвисоцки), Podwyszyński (Подвишински), Pokarkliński (Покарклински), Pokarliński (Покарлински), Pokroszyński (Покрошински), Polak (Полак), Politalski (Политалски), Politałocki (Политалоцки), Politański (Политански), Politowski (Политовски), Pollitański (Политански), Poniecki (Понецки), Poskoczym (Поскочим), Poskoczymów (Поскочимов), Postnik (Постник), Postrumiejski (Пострумейски), Pośnik (Пошник), Potapowicz (Потапович), Potocki (Потоцки), Powysocki (Повисоцки), Pożarzycki (Пожарицки), Przeszmiński (Пшешмински), Prześmiński (Пшешмински), Przewocki (Пшевоцки), Przezdybski (Пшездибски), Przezwocki (Пшевоцки), Przybysławski (Пшибиславски), Puczycki (Пучицки), Puszkarenko (Пушкаренко). Raczek (Рачек), Raczewski (Рачевски), Raczko (Рачко), Raczkowicz (Рачкович), Radgoski (Радгоски), Radgowski (Радговски), Radogorski (Радогорски), Radogowski (Радоговски), Raduński (Радунски), Radwański (Радвански), Rafalski (Рафалски), Rajski (Райски), Raszewski (Рашевски), Rayski (Райски), Rdułtowski (Рдултовски), Rdzawski (Рдзавски), Redeć (Редеч), Redej (Редей), Rekosz (Рекош), Rekść (Рекшч), Relski (Релски), Roguski (Рогуски), Rokosz (Рокош), Roszko (Рошко), Roszkowski (Рошковски), Rozkoszewski (Рошкошевски), Rożniatowski (Рожнятовски), Rudołtowski (Рудолтовски), Rudzicki (Руджицки), Rudziejewski (Руджейевски), Rudziejowski (Руджейовски), Rukujża (Рукуйжа), Rukwiza (Руквиза), Rukwyż (Руквиж), Rumszewicz (Румшевич), Ruszkowski (Рушковски), Ryk (Рик), Rykaczewski (Рикачевски), Rylski (Рилски), Ryś (Риш), Rząśnicki (Жошницки), Rzepliński (Жеплински), Rzymczykowski (Жимчиковски), Rzymiec (Жимец). Sadowski (Садовски), Salecki (Салецки), Sambor (Самбор), Samborski (Самборски), Samorak (Саморак), Samorok (Саморок), Sarbski (Сарбски), Schimoński (Шимонски), Scibor (Шчибор), Sciborski (Шчиборски), Sendzimir (Сенджимир), Sędzimir (Сенджимир), Siedlecki (Шедлецки), Siedlikowski (Шедликовски), Siedliński (Шедлински), Siedliski (Шедлиски), Sielecki (Шелецки), Siemnicki (Шемницки), Siemoński (Шемонски), Siemuński (Шемунски), Sieradzki (Шерадзки), Skorka (Скорка), Skórka (Скурка), Skrobot (Скробот), Skrzeszewski (Скшешевски), Skrzeszowski (Скшешовски), Słomski (Сломски), Słoński (Слонски), Słupski (Слупски), Słuszka (Слушка), Słuszko (Слушко), Smoszewski (Смошевски), Smuszewski (Смушевски), Smużewski (Смужевски), Sobolewski (Соболевски), Soboniawski (Собонявски), Soboniowski (Собоньовски), Sokołowski (Соколовски), Solecki (Солецки), Somorok (Соморок), Songajło (Сонгайло), Spaszczenko (Спашченко), Stachelski (Стахелски), Stacher (Стахер), Stachera (Стахера), Stachler (Стахлер), Stachora (Стахора), Stachorski (Стахорски), Stachurski (Стахурски), Stackiewicz (Стацкевич), Starzeski (Старжески), Starzewski (Старжевски), Starzycki (Старжицки), Staszewski (Сташевски), Staszowski (Сташовски), Stebelski (Стебелски), Steblecki (Стеблецки), Steblowski (Стебловски), Stebłowski (Стебловски), Stobicki (Стобицки), Stobiecki (Стобецки), Stobiński (Стобински), Stokowiecki (Стоковецки), Stokowski (Стоковски), Strozberg (Щроцберг или Строзберг), Strzałka (Стжалка), Strzałkowski (Стжалковски), Strzelecki (Стжелецки), Suchcicki (Сухчицки), Suchorabski (Сухорабски), Suchorębski (Сухорембски), Suchorzewski (Сухожевски), Sudyka (Судика), Sultzen (Султцен), Sułecki (Сулецки), Sułocki (Сулоцки), Sumorok (Суморок), Szarota (Шарота), Szczodrkowski (Шчодрковски), Szczoskowski (Шчосковски), Szelepiński (Шелепински), Szembel (Шембел), Szmigłowski (Шмигловски), Szmilowski (Шмиловски), Szmyglowski (Шмигловски), Szmygłowski (Шмигловски), Szyja (Шия), Szymański (Шимански), Szymoński (Шимонски), Szyszkowicz (Шишкович), Szyszkowski (Шишковски). Ścibor (Шчибор), Ścibor-Rylski (Шчибор-Рилски), Ściborowski (Шчиборовски), Ściborski (Шчиборски), Ściszewski (Шчишевски), Śmiglewicz (Шмиглевич), Śmilgiewicz (Шмилгевич), Śniekowski (Шнековски), Świderski (Швидерски), Świerczyński (Шверчински), Świerkocki (Шверкоцки), Świnolęcki (Швиноленцки), Świnołęski (Швинолески), Świracki (Швирацки), Świrkocin (Швиркочин). Targonia (Таргония), Targoński (Таргонски), Teliński (Телински), Tołkacz (Толкач), Tomkiewicz (Томкевич), Trzcieński (Тшченски), Trzebnicki (Тшебницки), Tuczeń (Тучен), Tucznia (Тучня), Tudorowski (Тудоровски), Turnicki (Турницки), Tuski (Туски), Twerbut (Твербут), Tworkowski (Творковски), Tworowski (Творовски), Tworynicki (Твориницки), Tyszka (Тишка), Tyszko (Тишко). Ubliński (Ублински), Ubniński (Убнински), Ulejski (Улейски), Uleński (Уленски), Uleski (Улески), Ulewski (Улевски), Ulęski (Улески), Unichowski (Униховски), Uniechowski (Унеховски), Ustarbowski (Устарбовски). Wadowski (Вадовски), Waranowski (Варановски), Wasilewski (Василевски), Widun-Dubejkowski (Видун-Дубейковски), Wierciochowski (Верчьоховски), Więckowski (Венцковски), Wigurski (Вигурски), Wiński (Вински), Włodek (Влодек), Wojciechowski (Войчеховски), Wojdowski (Войдовски), Wojewódka (Войеводка), Wojewódko (Войеводко), Wojnowski (Войновски), Wojsicki (Войшицки), Wojszyk (Войшик), Wojtkiewicz (Войткевич), Woliszewski (Волишевски), Wolski (Волски), Wróblewski (Вроблевски), Wygrzywalski (Вигживалски), Wyrzek (Вирxек), Wysocki (Висоцки). Zabiała (Забяла), Zabierzewski (Забежевски), Zabierzowski (Забежовски), Zabokrzyck (Забокшицк), Zaborowski (Заборовски), Zagorski (Загорски), Zagórowski (Загуровски), Zagórski (Загурски), Zagurski (Загурски), Zahorowski (Захоровски), Zajarski (Заярски), Zajelski (Зайелски), Zajerski (Зайерски), Zakrzewski (Закшевски), Zaleski (Залески), Zarogowski (Зароговски), Zasztowt (Защовт), Zawadzki (Завадзки), Zborowski (Зборовски), Zdaniszewski (Зданишевски), Zdanowicz (Зданович), Zdzibłowski (Зджибловски), Zebedey (Зебедей), Zegadło (Загадло), Zębedey (Зембедей), Złociszewski (Злочишевски), Złop (Злоп), Złosz (Злош), Złoszcz (Злошч), Złoty (Злоти), Zubko (Зубко). Żabokrzycki (Жабокшицки), Żakowski (Жаковски), Żarski (Жарски), Żegadło (Жегадло), Żelisławski (Желиславски), Żerakowski (Жераковски). | “ |
| Тадеуш Гайл, Polish Armorial [=„Полски гербовник“] | |   |

Някои от фамилиите (шест), фигуриращи в списъка на гербоносителите, стават членове на гербовата общност Остоя чрез издигане в благороднически сан. Според Анна Вайс, Станислав Нагорски (Нагурски) през 1590 г. е възприел оригиналния вид на герба Остоя. Според Йозеф Шимански обаче, Нагурски е получил разновидност на герба Остоя, но не оригиналния вид. Войчех Худжински е приет в гербовата общност от Ян Гаевски от с. Блочишево през 1595 г. Според Анна Вайс, Базили Туркул получава герба Остоя през 1676 г. Според Тадеуш Гайл обаче, Туркул получава разновидност на герба Остоя, но не оригиналния вид. Според полския хералдист, вексиколог и журналист Алфред Знамеровски, родата Охоцки се присъединява към редиците на Остоите през 1683 г., докато Несецки дава като година 1676 г., кактко и допълнителни подробности относно издигането в благороднически сан – то било присъдено на Пьотр Охоцки, чийто баща загубил дворянството си заради преселването си в град. През 1775 г. на Ян Антони и Игнаци Богорайски се присъжда гербът Остоя чрез тайно издигане в благороднически сан. Ян Рачевски – мечник (военен чиновник, завеждащ кралската оръжейницата) на Люблинската земя – получава през 1777 г. герб с името Остоя Кшивец. Всъщност това е герб, идентичен с Остоя, а допълнението Кшивец е добавено към името в документа за издигане в благороднически сан в съответствие с тогавашната практика да се създават нови имена, за да се разграничи благородничеството чрез лично издигане в сан (не се онаследява) от „вечното“ благородничество (предаващо се по наследство).
Семействата от татарски произход, които според полския историк и хералдик Станислав Джядулевич са носители на този герб, са: Баранкевич (Barankiewicz), Бохатиревич (Bohatyrevich), Калаур (Kallaur, Kaluvur), Ордс (Ords) – носещи разновидност на герба, Ординскис (Ordyńskis) и Радунскис (Raduńskis).

### Други имена
Първият руски хералдик и историк – Александр Лакиер – посочва в своята книга „Руска хералдика“ от 1855 г. имената на руски благородници, приели някои полски гербове. Сред тях е и гербът Остоя. Авторът не обяснява как са се случили тези превземания на гербовете и защо. Сигурно е обаче, че някои полски семейства са се преселили доброволно в Руската империя, а други полски семейства, живели в части на Полско-Литовското кралство, анексирани от Руската империя по време на поделбите на Жечпосполита, са се озовавали ненадейно на руска територия и затова вероятно са се вписват в регистъра на руското благородничество.
Освен това, според Лакиер, местни руски фамилии, които са били издигнати в благороднически сан, са можели да възприемат полски гербове, тъй като руската хералдика все още не е била развита, а западноевропейската била основана на различни традиции, докато полската била славянска и близка до руската култура. Също така, според Лакиер, за полската хералдика било нормално, множество семейства без кръвна връзка да носят един и същ герб. Понякога, руски фамилии са носели полски гербове и просто поради сходството с техните собствени гербове – разлика или нямало, или тя била съвсем минимална.
Според Лакиер гербът Остоя е бил използван от следните фамилии: Алееви, Батюшкови, Безбородко, Богаевски, Домогацки, Кочубееви, Лупини, Миклашевски, Пашкови, Сафонови, Шешковски, Шишкини, Шишкови. Относно името „Лупин“ вероятно Лакиер е допуснал грешка, имайки предвид всъщност името „Лунин“, споменато в държавния официален „Общ гербовник на дворянските родове на Всеруската империя“ като руско фамилно име от полски произход, чиито носители ползват герба Остоя.

## Отношение спрямо герба Пшегиния
Бартош Папроцки и Каспер Несецки цитират мнения, че гербът Пшегиния произлиза от герба Остоя. Тази теза изразява и полският хералдист, вексиколог и журналист Алфред Знамеровски в своя труд „Благороднически гербовник“ от 2004 г. Аргументът тук е сходството на емблазоните. Папроцки дори цитира легенда, която обяснява, че драконът, като нашлемник в герба, бил даден на човек на име Остойчик – родоначалник на рода Пшегиния, за това, че дълго време възпирал нападенията на моравците. В действителност, цялата легенда не може да бъде вярна, най-малкото защото през Средновековието нашлемник на герба Пшегиния не се познавал, а самият герб по това време бил изобразяван с меч, докато герба Остоя – с кръст; т. е. няма връзка между тях. Въпреки това, полският историк и хералдик Франчишек Пекошински счита общия произход на двете фамилии за вероятен. Като причина за това си мнение, той заявява в своята книга „Хералдика на средните векове“, че селото, което според него е дало името на герба Пшегиния – село Пшегиния (на руски език) – се намира близо до землищата, от където произхождат Остойчиците.

## Употреба извън благородническата хералдика
- Гербът Остоя е предоставен за ползване като герб на град Константинов Лодзки от неговия основател – предприемача Миколай Кшивeц-Околович (на полски език). Въпреки че родът Околовичи имат право само на разноводност на герба Остоя – Остоя II, и то без нашлемник, двата герба в малката им версия (т. е. обхващаща само щита) – са на практика неразличими един от друг. Гербът на град Константинов Лодзки е Остоя II в малката версия със съвременен емблазон.
- Гербът на град Тереспол (на полски език) от XVII век насам представлява герб Остоя, даден от основателя му – вилнюския кастелан Юзеф Богуслав Слушка (на руски език).
- Неправилният от хералдическа гледна точка герб на град Здунска Воля е двоен, състоящ се от герба Правджик на Феликс Злотницки – основателя на града, и герба Остоя – на съпругата му. Гербовете са с нашлемници. Цветовете на нашлемника на герба Остоя изобразяват разновидността Остоя II.
- Гербът на община Скербешов (на полски език) е идентичен  по същество с герба Остоя, но произходът му е неизвестен.
- Един от елементите на герба на община Слубице (на полски език) в Плоцки окръг е емблазон на герба Остоя. С общината бил свързан равският кастелан, гостинински управител и чашник, както и председател на Комисията по вземанията на полската Корона – Юзеф Анджей Микорски (на полски език).

- Герб на град Константинов Лодзки
- Герб на град Тереспол (на полски език)
- Герб на град Здунска Воля
- Герб на община Скербешов (на полски език)
- Герб на община Слубице (на полски език)

## Достоверни и спорни разновидности
Издигането на обикновени граждани в благороднически сан, възприемането на чужди гербове за свои, грешки при преписи, както и предоставянето на аристократични титли от страна на чуждите власти (Руската империя, Хабсбургската монархия и Кралство Прусия) по време Разделението на Полша в края на XVIII век, водят до редица разновидности на герба Остоя. За някои от разновидностите има исторически данни, че те произхождат от герба Остоя, за други няма такива данни, но поради сходството във външния вид, се предполага, че може да имат някаква връзка с герба Остоя.

### Достоверни разновидности

#### Титуловани благородници
Полски благородници, които са получили чуждестранни аристократични титли, променят своите гербове така, че тия нови титли да се отразят в техните гербове. Примери за това са следните:
През 1798 г. Йозеф Микорски (на полски език) – равски кастелан, гостинински управител и чашник, както и председател на Комисията по вземанията на полската Корона – получава пруска графска титла (на полски: hrabia). Гербът му е украсен с рангова корона и щитодръжци.

Рох Лаховицки-Чехович (на полски: Roch Lachowicki-Czechowicz) – зам.-секретар на Лвов – получава австрийска титла фрайхер през 1783 г. заради заслуги към императора на Свещената римска империя – Йозеф II. Гербът му е изобразяван по различни начини. Например, в „Книга с гербове на полски родове“ на Юлиуш Островски от 1898 г., гербът му е изобразен под името „барон Чехович“ (титлите барон и фрайхер често са използвани взимнозаменяемо); тук гербът е представен точно като герб Остоя, но с фрайхерска корона от стар тип (без зъбци). На друго място пък, например в „Голяма и обща книга за гербовете от Й. Зибмахер“ на фон Розенфелд и фон Бойничич, гербът му е изложен под името „фрайхер Лаховицки“, където изглежда като варианта Остоя II, но отново с добавена фрайхерска корона от стар тип.
- Разновидности на герба Остоя, носени от титуловани благородници
- Герб на граф Йозеф Микорски (версия на герба Остоя)
- Герб на барон Рох Лаховицки-Чехович (версия на герба Остоя) – рисунка на Островски, 1898 г. (оригинал)
- Графичен дизайн
- Герб на фрайхер Рох Лаховицки-Чехович (версия на герба Остоя) – рисунка на фон Розенфелд и фон Бойничич, 1905 г. (оригинал)
- Графичен дизайн

#### Нетитуловани благородници
Съществуват и редица разновидности на герба Остоя, които са свързани с обикновени благородници – т. е. такива, които имат специални политически права, но не са титуловани (т. е. нямат титли като, например, крал/ица, принц/еса, княз/княгиня, барон/еса, графове/графини и тем подобни). Като примери за това могат да бъдат посочени гербовете на родовете Богорайски, Миклашевски, Нагорски и Туркул,, които те получават по образец на герба Остоя при тяхното издигане в благороднически сан. За да се различават от оригиналния герб Остоя, обикновено се променя нашлемника или малки детайли в емблазона. Според исторически документ, на 8 март 1600 г. на Михал Сендживой (или Сендзимир) (на полски: Sędziwój или Sędzimir) се присъжда разновидност на герба Остоя – наречена Сендзимир или промяна на Остоя II, което означава всъщност, че той е издигнат в благороднически сан.
- Разновидности на герба Остоя, носени от нетитуловани благородници
- Герб на рода Богорайски
- Герб на рода Миклашевски (полски вариант според Тадеуш Гайл)
- Герб на рода Миклашевски (полски вариант според Юлиуш Островски, 1900 г.)
- Герб на рода Миклашевски (руски вариант)
- Герб на рода Нагорски
- Герб на рода Туркул
- Герб на рода Сендзимир

Юлиуш Карол Островски изброява, освен съвременния емблазон на герба Остоя и неговата гореспомената разновидност Остоя II, също така още няколко други разновидности, номерирани от III до VIII:
- Остоя III – цветове не са известни; два преплетени полумесеца, над тях кръст. Това е вариант, реконструиран от дърворезба, може би е имал за цел да представи по-скоро герба Прус II (наречен от Островски Прус III).
- Остоя IV – произлиза от изображение на печата на почетния наместник на короната и съдия в Краков – Добеслав от Кошице, от 1381 г.
- Остоя V – два полумесеца, допиращи се гръб в гръб, с равнобедрен кръст над тях. Това е изображение на печат от 1442 г. на Мачей Воеводки от Шчодркович.
- Остоя VI – това е изображение на печата от 1456 г. на Ян Рокош от Кошице (на полски език) – бургграф, заместник областен управител и съдия на Краковска област.
- Остоя VII – изобразен е в „Голям гербовник на рицарите от Ордена на Златното руно“[30] (1401-1500 г.) – упоменатa под надпис „moszezyez“, отнасяйки се до Мошчиц от Мале Счиборзе и Хоцен (на полски: Mościc z Małego Ściborza) – кастелан на Шурани и Плавецкия замък (на руски език)(днешна Словакия), владетел на десетина малки селища.[25]
- Остоя VIII – изобразен в гербовника „Регалии и скъпоценности на краля и Полското кралство“ (копие от ок. 1650 г. на оригинал от 1450 г.).[11]

- Други разновидности на герба Остоя според Островски
- Герб Остоя I –  емблазон от Островски, 1901 г.
- Герб Остоя II –  емблазон от Островски, 1901 г.
- Герб Остоя III –  емблазон от Островски, 1901 г.
- Герб Остоя IV –  емблазон от Островски, 1901 г.
- Герб Остоя V –  емблазон от Островски, 1901 г.
- Герб Остоя VI –  емблазон от Островски, 1901 г.
- Герб Остоя VII –  емблазон от Островски, 1901 г.
- Герб Остоя VIII –  емблазон от Островски, 1901 г.
- Герб Пруска Остоя –  емблазон от Островски, 1901 г.

### Спорни разновидности
Съществуват и други гербове, за които се твърди, че са разновидности на Остоя, но те са с неясен произход. Няма единно мнение дали те действително са били разновидности, или приликата с Остоя е чисто случайна:
- гербът на рода Гавловски (на полски: Gawłowski) – с променен нашлемник – изображение от Гайл[113] по описание на Островски;[114][115]
- гербът на рода Ястжембски (на полски: Jastrzębski) – с променен нашлемник – изображение от Гайл[116] по описание на Витиг;[117]
- гербът на рода Клечевски (на полски: Kleczewski) – с допълненителни украшения към герба – изображение от Гайл[118] по описание на Витиг;[119]
- гербът на рода Мокжевски (на полски: Mokrzewski) – с променена композиция на нехералдическите фигури върху щита – изображение от Гайл[120] по описание на Уруски (твърди се, че тази рода произхожда от рода Мокжецки, носеща герба Остоя);[121]
- гербът на рода Орда (на полски: Orda) – с променени нехералдически фигури – изображение от Гайл[122] според данни на Уруски (някои членове на този род били използвали и оригиналната версия на герба Остоя);[123]
- Остоя II – вариант с промененени цветове на наметката и нашлемника – изображение от Гайл[124] по описание на Островски.[125] Тази разновидност се приписвана на родовете Околович (на полски: Okolowicz) и Ошецки (на полски: Osiecki) от Силезия.[125]
- гербът на рода Плата (на полски: Plata, Platen или Plat) – с промененени цветове на наметката и нашлемника, както и променен нашлемник и нехералдически фигури върху щита – изображение от Гайл[126] по описание на Уруски[127]
- гербът на рода Раченски  (на полски: Racięski) – без нашлемник и с добавена нова нехералдическа фигура (звезда в долния край) върху щита – изображение от Гайл[128] по описание на Витиг;[129]
- гербът на рода Стжалковски (на полски: Strzałkowski) – без нашлемник и с добавена нова нехералдическа фигура (звезда в левия край) върху щита – изображение от Гайл[130] по описание на Витиг;[129]
- гербът на рода Василевски (на полски: Wasilewski) – с променен нашлемник и нехералдическите фигури върху щита – изображение от Гайл[131] по описание на Ян Чеханович.[132]

- гербът на рода Флинке (на полски: Flincke или Flinke) – описан, например, от Уруски[133] и Олденбранд[134] като разновидност, признат за разновидност от Знамеровски,[135] но не и от Гайл;[61]
- гербът на рода Осташевски (на полски: Ostaszewski) – описан, например, от Островски като разновидност,[136] с което Знамеровски е съгласен,[135] а Гайл – не.[137]
- гербът Пруска Остоя (на полски: Ostoja Pruska) – е пруски благороднически герб, разпространен в Кашубия, смятан от някои учени за разновидност на герба Остоя. Този герб се използва от два, роднински несвързани, рода – Финк (или Финке, или Финк фон Финкенщайн; на немски: Finck, Finke или Finck von Finckenstein) и Скшетшевски (на полски: Skrzeszewski, Skryszewski или Skrzezewski, Skrzyszewski, Skrzyszowski, Szkrziesziewski), както и от произлязлезлия от последните – род Лински (на полски: Lniscy). Родът Финк фон Финкенщайн произлиза от Прусия. За първи път е упомената в документ от 1451 г., където иде реч за някой си Михаел Финке, който през 1474 г. започва да се нарича Финк фон Рогенхаузен, след като е купил село Рогенхаузен край град Найденбург в Източна Прусия (в днешна Полша).[138][139][140] Според диплома за издигане на рода Финк фон Финкенщайн в чин на имперски графове, издадена от император Леополд I през 1710 г., родът води началото си от замъка Финкенщайн в региона Каринтия. Гербът на графовете Финк фон Финкенщайн е разновидност на герба Пруска Остоя. Как се стига до факта, че освен пруския графски род гербът започва да се използва и от полския род Скшетшевски е неясно. Съществуването на генеалогична връзка е невероятно. По-вероятно е, че след създаването на Полската държава на територията на някогашната Източна Прусия, пруският графски род се е озовал изведнъж на полска земя и се е вписал в полския регистър на благородниците. Тъй като в полската хералдика е било обичайно множество родове, без кръвна връзка помежду им, да бъдат обединявани под един и същ герб в така наречени „гебови общества“, вероятно гербът Пруска Остоя е започнал да се носи и от полския род Скшетшевски, без той да е кръвно свързан с пруския род Финк фон Финкенщайн. Гербът Пруска Остоя е упоменат още през 1620 г. в гербовник на Дахновски.[141] Oсвен това е цитиран от Несецки като герб на рода Финк,[142] Островски[143] и Хжански.[60] Според Уруски, гербът Пруска Остоя е разновидност на герба Остоя (но авторът си противоречи и отрича това си мнение няколко реда по-надолу).[144] Първоначалното мнение на Уруски се споделя от Островски[145] и Знамеровски,[1] докато Гайл им противоречи.[146]
- гербът на рода Остойчик (на полски: Ostojczyk) се счита за разновидност на герба Остоя от Знамеровски,[1] с което обаче Островски[147] и Гайл[137] не са съгласни.
- гербът на рода Покрошински (на полски: Pokroszyński) – счита за разновидност на герба Остоя от Островски[148] и от Уруски (но той се отрича от това си мнение няколко реда по-надолу);[149] Знамеровски се съгласява с Островски,[150] докато Гайл – не.[137]
- гербът на рода Шишко (на полски: Szyszko) – счита се за разновидност на герба Остоя от Знамеровски,[150] а от Гайл като разновидност на герба Одинец (на полски: Odyniec).
- гербът на рода Висоцки (на полски: Wysocki) – считан за разновидност на герба Остоя от Знамеровски[150] и Несецки[151], а от Гайл – не.
- гербът на рода Завадзки (на полски: Zawadzki) – считан за разновидност на герба Остоя от Знамеровски[150] и Несецки,[152] но не и от Гайл.[153]

- Спорни разновидности
- герб на рода Гавловски
- герб на рода Ястжембски
- герб на рода Клечевски
- герб на рода Мокжевски
- герб на рода Орда
- Герб на родовете Околович и Ошецки
- герб на рода Плата
- герб на рода Раченски
- герб на рода Стжалковски
- герб на рода Василевски
- гер на рода Флинке
- герб на рода Осташевски
- герб Пруска Остоя – използван от родовете Финк (или Финке, или Финк фон Финкенщайн), Скшетшевски и Лински.
- герб на рода Остойчик
- герб на рода Покрошински
- герб на рода Шишко
- герб на рода Висоцки
- герб на рода Завадзки

## Личности
Носители на герба или неговите разновидности, за които има статии на български език в Уикипедия:
- Михаил Сергеевич Лунин – руски революционер и декабрист;
- Збигнев Шчибор-Рилски – полски военен.

## Герба в изкуството
- Герб Остоя на фасада на „Дома на Уляновски“ в Минск, Беларус
- Герб Остоя на фасада на „Дома на Уляновски“ в Минск, Беларус
- Брачен герб, съчетаващ герба „Остоя“ и „Сушински“ – върху фасада на къща на рода Миклашевски в Москва – днес сграда на Министерството на науката и образованието на Руската федерация.
- Брачен герб, съчетаващ герба „Остоя“ и „Сушински“ – върху фасада на къща на рода Миклашевски в Москва – днес сграда на Министерството на науката и образованието на Руската федерация.
- Гербовете Сушински (разновидност), Остоя и Олусфиев – комбинирани на сватбен порцелан на Миклашевски и Олсуфиева.
- Врата в имението „Остоя“, украсена с гербове „Остоя“ в село Ясонка (Жешовски окръг), Полша
- Дворецът в град Слубице (Мазовско войводство), Полша, с герб Остоя в портика над входа.
- Герб Остоя на фасадата на двореца в град Слубице (Мазовско войводство), Полша